# Renaat Peeters
Renaat Peeters (Gierle, 4 augustus 1925 – 7 februari 1999) was een Belgisch politicus voor de CVP.

## Levensloop
Peeters trouwde in 1955 met Paula Otten en ze kregen vijf zoons. 
Hij doorliep middelbaar onderwijs in het Klein Seminarie van Hoogstraten en was er actief in de KSA. Hij behaalde het diploma van sociaal assistent aan de Sociale School in Roeselare en werd redacteur bij het KSA-tijdschrift Hernieuwen. Hij werkte vervolgens bij het Studiecentrum voor Zielzorg in Antwerpen. Tijdens zijn legerdienst in 1949-1950 was hij redacteur bij het tijdschrift Vici.
In 1951 trad hij in dienst bij de Boerenjeugdbond. In 1952 werd hij BJB-leider voor Limburg en van 1954 tot 1964 was hij nationaal voorzitter BJB-KLJ. Hij vervulde nog verschillende functies bij de jeugdbewegingen. Zo was hij van 1957-1963 voorzitter van het 'Jeugdverbond voor Katholieke Actie', van 1957-1962 vicevoorzitter van de 'Fédération Internationale de la Jeunesse Catholique', van 1958-1964 wereldvoorzitter van de 'Mouvement International de la Jeunesse Agricole et Rurale Catholique' en van 1959-1962 vicevoorzitter van de 'World Assembly of Youth' (WAY). In 1964-1965 had hij een staffunctie bij de Algemene Diensten van de Belgische Boerenbond. Van 1964 tot 1969 was hij freelancejournalist bij De Standaard.
In 1965 werd hij verkozen tot lid van de Kamer van volksvertegenwoordigers voor het arrondissement Turnhout en hij vervulde dit mandaat tot in 1987. In 1981 werd hij secretaris van de Kamer en in 1985 ondervoorzitter. In de periode december 1971-oktober 1980 zetelde hij als gevolg van het toen bestaande dubbelmandaat ook in de Cultuurraad voor de Nederlandse Cultuurgemeenschap, die op 7 december 1971 werd geïnstalleerd. Vanaf 21 oktober 1980 tot december 1987 was hij lid van de Vlaamse Raad. Hij werd ook lid van de Raadgevende Vergadering van de West-Europese Unie en van de Parlementaire Vergadering van de Raad van Europa. Hij was lid van het nationaal partijbestuur van de CVP.
Peeters was verder nog medestichter van  'Ieder voor Allen', Broederlijk Delen, 11.11.11 en SOS Honger. Ook was hij bestuurder van het gezinsvervangend tehuis 'Den Leeuweric', het 'Ekonomisch Komité voor de Kempen' (EKK), de 'Intercommunale Ontwikkelingsmaatschappij van de Kempen' (IOK) en het Hoger Instituut van de Kempen (HIK).

## Publicatie
- Sterren achter wolken. Herinneringen van René Peeters, Antwerpen, 2000.